# Entreprenør
En entreprenør er en person eller et firma, der påtager sig at udføre et nøje beskrevet arbejde – en entreprise – for andre, ofte til en fast pris.
Entreprenører kendes mest fra bygge- og anlægsvirksomhed.  
Begrebet bruges også inden for andre brancher og arbejdsområder, f.eks. offentlig transport, it-drift, ældrepleje, lager- og transportlogistik.
Entreprenører indenfor bygge- og anlæg er f.eks. Skanska, NCC,  Aarsleff, Tscherning og MT Højgaard, og indenfor persontransport f.eks. Arriva, Combus, linjebus, DB Cargo og DSB.